# Municipio de Spring River (Misuri)
El municipio de Spring River (en inglés: Spring River Township) es un municipio ubicado en el condado de Lawrence en el estado estadounidense de Misuri. En el año 2010 tenía una población de 2199 habitantes y una densidad poblacional de 21,15 personas por km².

## Geografía
El municipio de Spring River se encuentra ubicado en las coordenadas 36°57′49″N 93°49′14″O / 36.96361, -93.82056. Según la Oficina del Censo de los Estados Unidos, el municipio tiene una superficie total de 103.99 km², de la cual 103.71 km² corresponden a tierra firme y (0.27%) 0.28 km² es agua.

## Demografía
Según el censo de 2010, había 2199 personas residiendo en el municipio de Spring River. La densidad de población era de 21,15 hab./km². De los 2199 habitantes, el municipio de Spring River estaba compuesto por el 80.4% blancos, el 0.18% eran afroamericanos, el 1.23% eran amerindios, el 0.73% eran asiáticos, el 0.23% eran isleños del Pacífico, el 15.37% eran de otras razas y el 1.86% pertenecían a dos o más razas. Del total de la población el 25.15% eran hispanos o latinos de cualquier raza.